# Thalassa (Schiff, 1996)
Die Thalassa ist ein Forschungsschiff, das für das französische Meeresforschungsinstitut Ifremer im Einsatz ist. Bereedert wird es von Genavir. Das Schiff wird in erster Linie für die Fischereiforschung und ozeanographische Forschungen eingesetzt.

## Bau und technische Daten
Das Schiff wurde unter der Baunummer 620 von der Werft MIM Dieppe (Manche Industrie Marine) in Dieppe gebaut und Anfang Mai 1996 fertiggestellt.
Der Antrieb des Schiffes erfolgt dieselelektrisch. Die Leistung des Alstom-Antriebsmotors beträgt 2.200 kW. Er wirkt auf einen Festpropeller mit einem Beckerruder und beschleunigt das Schiff auf 14,5 kn. Die Stromerzeugung für den Elektromotor erfolgt über vier Zwölfzylinder-Viertakt-Dieselmotoren des Herstellers MWM-Deutz (Typ: TBD 604 BV 12) mit jeweils 1128 kW Leistung. Die Motoren treiben vier Generatoren mit jeweils 1000 kW Leistung (1.250 kVA Scheinleistung) an. 
Das Schiff verfügt über je ein Bug- und Heckstrahlruder. Das Bugstrahlruder verfügt über 440 kW, das Heckstrahlruder über 264 kW Leistung.
Der Rumpf des Schiffes ist eisverstärkt.

## Ausstattung
Das Schiff ist mit verschiedenen für die Forschungsarbeiten benötigten Anlagen ausgestattet, darunter Echolote, Sonar, Thermosalinograph und Bathythermograph. Vom Forschungsschiff kann u. a. das ferngesteuerte Tauchfahrzeug Victor 6000 eingesetzt werden. Das Schiff ist mit einem System zur dynamischen Positionierung ausgerüstet.
Für die Forschung stehen mehrere Räume zur Verfügung, darunter vier Labore (Hydrologie, Physik, Chemie und Biologie) sowie weitere wissenschaftliche Räume. An Bord befinden sich Stellplätze für fünf 20-Fuß-Container.
Das Schiff verfügt über mehrere Krane, darunter ein Kran, der sich auf der Backbordseite auf dem Achterdeck befindet, eine Krananlage etwa mittschiffs auf der Steuerbordseite sowie ein Kran auf dem Vorschiff. Am Heck des Schiffes befindet sich ein Heckgalgen. Weiterhin befinden sich verschiedene Winden an Deck.
An Bord ist neben der Besatzung Platz für 25 Wissenschaftler und anderes für Forschungsfahrten benötigtes Personal.